# Из Апокалипсиса (Лядов)
«Из Апокалипсиса» — симфоническая картина (поэма) композитора Анатолия Константиновича Лядова, написанная в 1910—1912 годах. Была издана в 1913 году.

## Сюжет
«Из Апокалипсиса» это фантазия, запечатлённая суровой мистикой в духе русских народных духовных стихов.
«…Музыку Лядова хочется дарить как цветы — осенние и весенние букеты, прихотливые японские икебаны, как трехстишия — хайку и хокку… В этом смысле Лядов был настоящим „хайкистом“. Если посчитать количество ходов и приемов, которые он использует в своей музыке, то это будет безумно красиво, бесконечно интересно и невероятно удивительно для любого музыканта и слушателя. А какие изысканные и нежные мелодии, какие они свежие!.. Вот, человек каким-то образом умудрился избегать банальностей. Даже самые великие композиторы нередко грешили банальностями — общими местами. А у Лядова всегда — вкус, сдержанность, точность. И ни одного банального хода в музыке!..». Михаил Семёнович Казиник.